# Thomas Einwaller
Thomas Einwaller (né le 25 avril 1977 à Scheffau am Tennengebirge) est un arbitre autrichien de football. Il débute en 2001 en première division autrichienne et est arbitre international depuis 2005.

## Carrière
Il a officié dans des compétitions majeures : 
- Championnat d'Europe de football des moins de 17 ans 2006 (2 matchs)
- JO 2008 (2 matchs)
- Coupe du monde de football des moins de 20 ans 2009 (3 matchs)